# NGC 2512
NGC 2512 este o galaxie spirală situată în constelația Racul. A fost descoperită în 10 februarie 1787 de către William Herschel. Se află la o distanță de 64,57 de megaparseci de Pământ.